# Ida Lupino
Ida Lupino (født 4. februar 1918 i London, død 3. august 1995 i Los Angeles) var en engelskfødt amerikansk skuespiller, sanger, filminstruktør, skribent og producer. Hun indspillede 59 film gennem sin 48 år lange karriere og instruerede otte. Hun arbejdede primært i USA, hvor hun fik statsborgerskab i 1948.
Hun betragtes som en af de mest prominente filmskabere i 1950'erne i Hollywoods studiesystem, hvor hun skabte sit uafhængige produktionsselskab. Her var hun med til at skrive og producere flere socialt engagerede film, og hun var den første kvinde, der instruerede en film noir, Blafferen (The Hitch-Hiker, 1953). Blandt de øvrige film, hun instruerede, var En kvindes ansvar (Not Wanted, 1949) om en ugift kvindes graviditet (hun overtog opgaven for en syg mandlig kollega, men nægtede at få sit navn i rulleteksten), Never Fear (1950), der var delvist baseret på hendes egne oplevelser som polioramt, Outrage (1950), en af de første film, der åbent handlede om voldtægt, Jeg er bigamist (The Bigamist, 1953) og Engle uden vinger (The Trouble with Angels, 1966). Hendes korte, men umådeligt indflydelsesrige instruktørkarriere, hvor hun behandlede temaer om kvinder, der var fanget i sociale konventioner, typisk under melodramatisk eller noir-præget dække, er et banebrydende eksempel på tidlig feminisme i film.
Som skuespiller er hun mest kendt fra film som Sherlock Holmes (1939) med Basil Rathbone, De kører om natten (1940) med George Raft og Humphrey Bogart, High Sierra (1941) med Bogart, Ulf Larsen (1941) med Edward G. Robinson og John Garfield, Strømkæntring (1942) med Jean Gabin, Jeftys bar (1948) med Richard Widmark, Læbestiftsmorderen (1956) med Vincent Price og Junior Bonner – kørende cowboy med Steve McQueen.
Lupino har desuden instrueret mere end hundrede episoder af tv-serier inden for genrer som westerns, overnaturlige historier, mordmysterier og gangsterfortællinger.